# Jean-François Loiseau
Pour les articles homonymes, voir Loiseau.
 (juillet 2024).
Jean-François Loiseau, né le 26 janvier 1751 à Châteauneuf-en-Thymerais et mort le 4 septembre 1809 en cette même ville, a exercé la fonction de député d’Eure-et-Loir à la Convention entre septembre 1792 et octobre 1795. Sur les neuf députés envoyés par le département, quatre sont girondins (le plus connu est Jacques Pierre Brissot), quatre sont Montagnards, tel Loiseau et le dernier, Nicolas Bourgeois, médecin de Châteaudun, appartient au groupe désigné péjorativement sous le nom de la Plaine ou du Marais.  

## Un Montagnard zélé

### Son ascension sociale à la faveur de la Révolution
Jean-François Loiseau est le petit-fils de Pierre Loiseau, journalier à Vendresse dans les Ardennes, et le fils de François Loiseau, messager parvenu au hasard de la vie ou de sa profession à Châteauneuf, où il a épousé le 16 juillet 1748 une domestique analphabète, Marie-Louise Plisson, de Saint-Laurent-la Gâtine. De cette union sont nés neuf enfants dont cinq morts en bas âge. La dernière couche en octobre 1762 a été fatale à la mère de 38 ans. Son mari, devenu marchand en faïence puis marchand de bois, lui a survécu 7 ans.
Un an après son décès, le 29 mai 1770, Jean-François Loiseau, aîné de la fratrie, épouse Marthe-Marie-Magdeleine Bélian, fille de marchand dont il aura 16 enfants, nés entre 1771 et 1791. Quand la Révolution éclate, il a 38 ans, tient auberge et ne cache pas ses idées politiques. Dès août 1790, l’Assemblée nationale Constituante met en place une juridiction de proximité réclamée dans les cahiers de doléances des communautés rurales. Basée sur la médiation, la justice de paix se veut peu onéreuse et plus rapide. Le tribunal est composé d’un juge de paix, entouré d’assesseurs et aidé d’un secrétaire greffier. Le juge n’achète plus sa charge comme c’était usuel sous l’Ancien Régime, il est élu par les citoyens actifs, réunis en assemblée primaire. Jean-François Loiseau est désigné à ce poste.

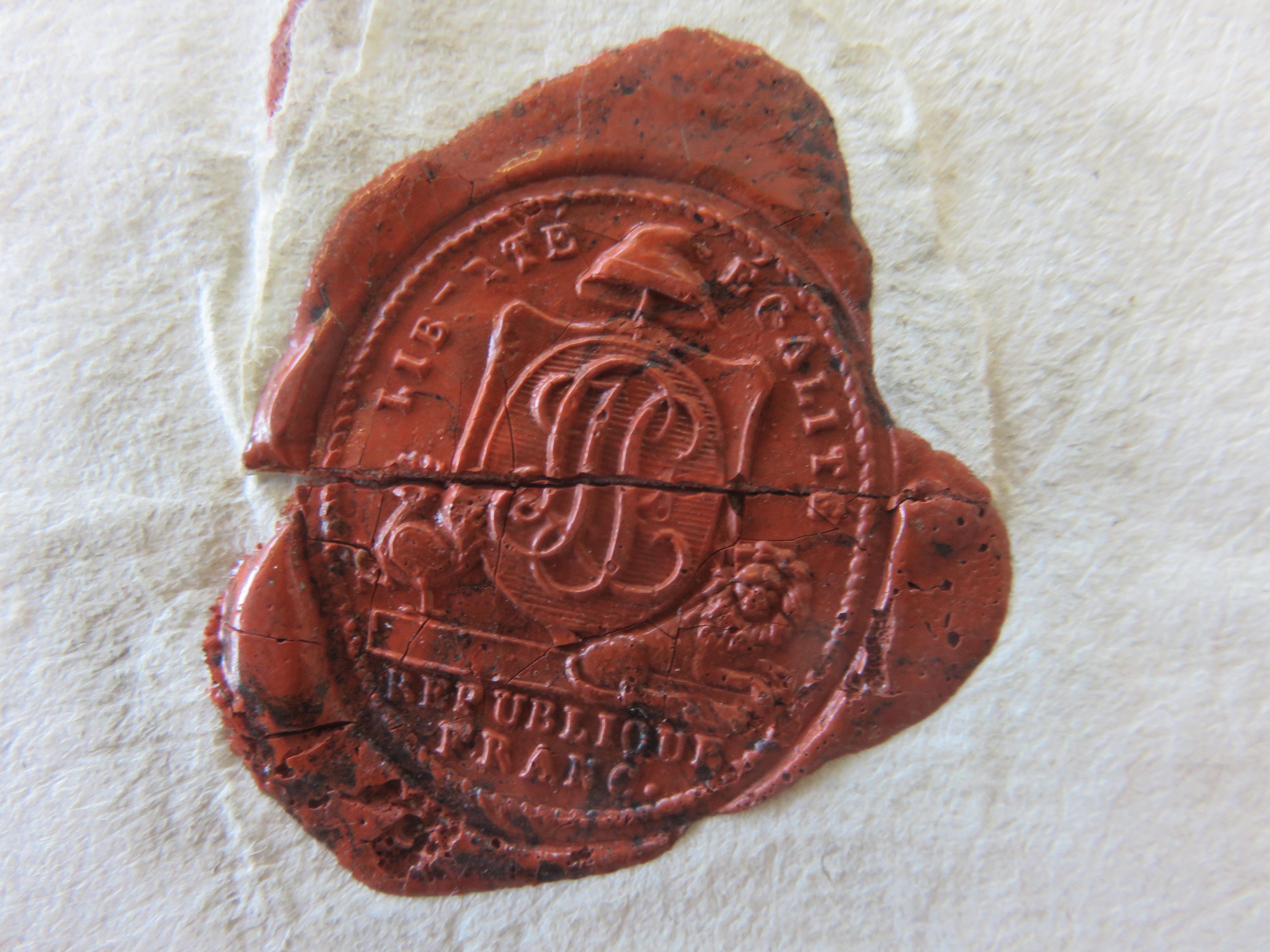
Cachet du député Loiseau avec ses initiales

La bourgade accueille favorablement l’avènement d’un monde nouveau: le 14 juillet 1790, on y célèbre le premier anniversaire de la prise de la Bastille et le curé Noël Roger prête serment. Jean-François Loiseau poursuit son ascension en se faisant élire à Dreux le 6 septembre 1792 député d'Eure-et-Loir à la Convention nationale: il loge à Paris dans un meublé au n°1497 de la rue Saint-Honoré, face à l’hôtel de Noailles occupé par divers comités. À la Convention nationale, il siège, en tant que membre de la Montagne, à gauche sur les rangs les plus élevés et se prononce pour la mort du roi et la prompte exécution du jugement. Il fait prendre à sa ville natale le nom de Puits-la-Montagne. (initialement: Puits-Forêt-la-Montagne)
À sa charge de député, s’ajoute bientôt celle de représentant en mission, sorte de commissaire politique. Cette fonction est créée au cours du printemps 1793 qui précède un été de tous les excès et de tous les dangers, tant intérieurs qu’extérieurs. Alors que la situation alimentaire à Paris est de plus en plus difficile, les Girondins persistent dans leur politique libérale et dans le refus d’un recours aux réquisitions. Après la proscription lancée contre les Girondins et l’arrestation de vingt-neuf d’entre eux, les Montagnards accaparent le pouvoir: le 15 août, la Convention vote le décret de l’approvisionnement de la capitale par la voie des réquisitions et le 29 septembre, la loi du maximum général des grains et des farines. Loiseau est envoyé en Seine-et-Marne, Seine-et-Oise et dans l’Aisne à des fins d’inspection des marchés, des dépôts et des manufactures.

### Ses missions en province
En octobre 1793, il se fait envoyer à Essonnes afin «de prendre l’aire [sic] de la campagne». Chargé d’y surveiller la fabrication du papier des assignats, il constate que «le modérantisme le plus révoltant domine dans cette papeterie», et qu’à Essonnes, «le peuple est encore dans l’enfance de la liberté». On lui assure qu’à Corbeil, «c’est bien pis, l’aristocratie y domine».
En décembre 1793 et janvier 1794, il est à Fontainebleau en Seine-et-Marne, chargé d’inspecter le dépôt des chevaux destinés aux armées ainsi que les marchés. La famine sévissant à Paris, il doit, pour assurer l’approvisionnement de la capitale, constituer des compagnies de batteurs, activer le versement des réquisitions en grains et surveiller les arrivages.
Il arpente d’octobre 1794 à juin 1795 principalement les départements autour de Paris: Seine-et-Marne, Seine-et-Oise, Eure-et-Loir et Aisne. On le trouve à Melun, à Étampes, à Laon, à Janville, à Chambord, accompagné de Deshayes, commis au district de Châteauneuf, ou de Dufour, inspecteur des charrois, qui lui sert de secrétaire. Il dépose en 1795 chez le receveur du district à Chartres la somme de 500 000 livres en numéraire que le Comité de salut public a confiée aux représentants en mission pour l’achat de grain.
A chaque voyage, il note scrupuleusement ses dépenses: frais de route, de nourriture, d’auberge, raccommodage et graissage de voitures, ferrage de chevaux de service, à la suite de quoi il reçoit du comité des commissaires inspecteurs de la salle ses frais de mission, entre 840 livres et 2000 livres.  Il recueille les éloges de la Convention pour son efficacité. Plus tard, son détracteur, l’abbé Boudet, historien local, lui reconnaîtra comme seule qualité son honnêteté.  
Celle-ci va de pair avec sa condamnation sans appel des accapareurs qui s’enrichissent sur le dos de la République et qu’il n’hésite pas à traduire devant le tribunal révolutionnaire. C’est ce qu’apprend à ses dépens Choiseau, fournisseur aux armées.
Pierre-Étienne Choiseau, né à Étréchy et âgé d’une soixantaine d’années à l’avènement de la Révolution, a passé avec le ministre de la Guerre, Joseph Servan, le 11 juin 1792, quelque temps après la déclaration de guerre à l’Autriche, un marché pour la fourniture de chevaux d’artillerie. Choiseau s’enrichit: il est de notoriété publique qu’il diminue le fourrage des chevaux fourni par la République pour le revendre à des prix supérieurs au Maximum, dans les départements qui connaissent la  pénurie en foin et en avoine. Ses malversations attirent en 1793 l’attention de la Convention qui en réfère au comité de surveillance de l’administration des vivres, des subsistances militaires et des charrois. Loiseau, familier des chevaux depuis son enfance, est diligenté au dépôt de Fontainebleau où ce qu’il voit l’indigne.  L’historien Albert Mathiez qui voit en lui un enquêteur compétent et honnête, cite sa lettre adressée au comité des marchés, le 10 nivôse.
«Citoyens mes collègues,
Il y a quantité de chevaux à tuer, plus de 250. Parmi ce nombre, il y en a au moins 150 excellents, en bon état, qui sont depuis 4 à 5 mois avec la morve. Quelle perte pour la République, si elle paie ces chevaux à 3 livres et 10 sous par jour et leurs subsistances ! Choiseau et Mohan, commissaire des guerres, sont bien coupables. Je proposerai au Comité de présenter à la Convention un décret tendant à réunir toutes les entreprises de charrois en une seule administration, avant de faire guillotiner Choiseau; d’abord afin que le service ne souffre plus, en second lieu, afin que ses héritiers et créanciers profitent de sa succession, car, si on le fait guillotiner sans avoir pris cette précaution, toute sa fortune sera confisquée au profit de la nation et les malveillants pourraient dire  que c’est pour avoir plutôt fini le compte qu’on les fait guillotiner. J’invite le Comité à prendre un arrêté pour faire mettre en état d’arrestation et traduire devant lui Mohan, commissaire des guerres pour y subir interrogatoire et être envoyé au tribunal révolutionnaire…»
Loiseau, ayant appris que l’entrepreneur tente de tromper le Comité de salut public, revient à la charge le 22 nivôse:
«Choiseau a été dire au Comité de Salut public que ses chevaux n’étaient que gourmeux. C’est un scélérat. Voilà sa manœuvre: il n’existait à son dépôt que deux garçons maréchaux qu’il qualifiait de maréchaux experts. Chaque cheval qui mourrait journellement, ces coquins attestaient que c’était [sic] des blessures reçues aux armées, afin qu’aux termes de son marché, Choiseau reçut quatre-cent [sic] livres de chaque...»
Cette fois, le procureur Fouquier-Tinville n’invente pas de faux griefs et le Tribunal révolutionnaire remplit ce qui aurait dû être sa seule tâche: punir ceux qui, en pillant l’État, en désorganisant les services, compromettent la victoire. Loiseau, appelé à comparaître comme témoin, refuse, arguant à juste titre qu’il ne peut témoigner dans une affaire où il fait fonction de rapporteur et donc d’accusateur. Enquêteur scrupuleux, il diligente une enquête avant de porter des accusations: ainsi il requiert la remise en liberté de Yon, commissaire-ordonnateur en chef à l’armée des Pyrénées Orientales, que des membres de la société populaire de Toulouse ont dénoncé au comité des marchés.

### Son influence à Puits-la-Montagne

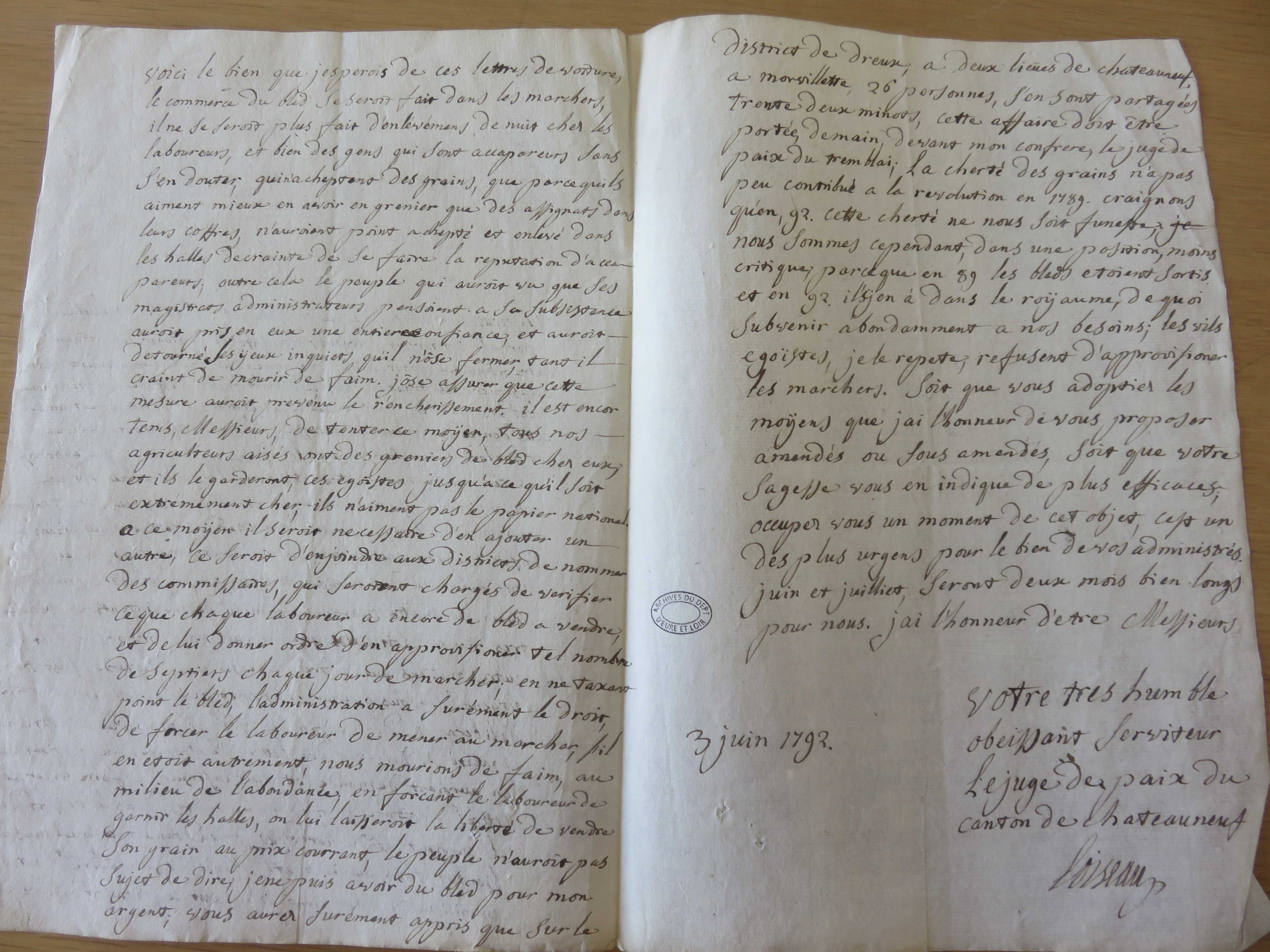
Extrait d'une lettre de Loiseau, en tant que juge de paix, au sujet de l'approvisionnement en blé (AD 28, L 1103)

Sa fonction initiale de juge l’amène à se pencher sur le problème des accapareurs qui achètent de nuit du blé aux laboureurs parce qu’ils «aiment mieux en avoir en grenier que des assignats dans leurs coffres.» Dans une lettre à la municipalité, il mentionne qu’à Morvillette, vingt-six personnes se sont partagé 32 minots de grain et que cette affaire sera portée devant son confrère, le juge de Tremblay. Il préconise la délivrance par les municipalités de lettres de voiture aux blatiers, pour avoir l’assurance que les marchés soient achalandés. Avant même d’être influencé à Paris par les théoriciens de la Révolution, il prend à cœur la chose publique et propose des solutions.

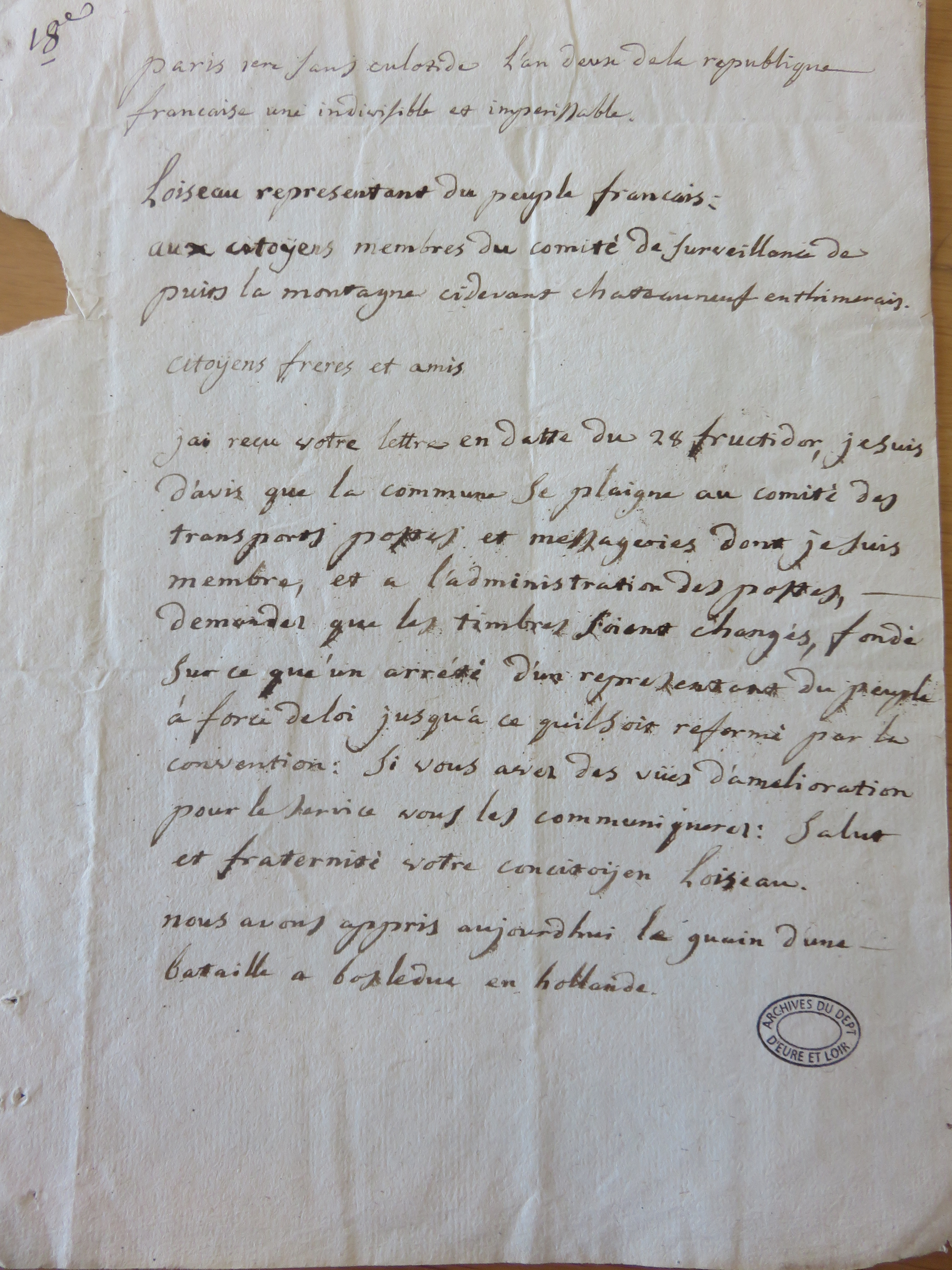
Lettre de Loiseau à ses administrés en tant que membre du comité des Transports (AD 28, L 1103).

Ensuite, comme tout député, Loiseau reçoit et fait avancer les requêtes de ses administrés: il presse ainsi le receveur à rétribuer les juges en attente de paiement. A l’automne 1794, il est brièvement membre du comité des transports, chargé des messageries nationales, du roulage et des voitures publiques. Les séances se déroulent à l’hôtel de Coigny.  À Puits-la- Montagne, la citoyenne Loiseau et son fils sont préposés au service de l’Étape: ils ont à fournir les subsistances nécessaires aux troupes casernées au château de Tresneau. Comme elle dit avoir juste 13 quintaux d’avoine dans les greniers de sa ferme pour nourrir les chevaux et demande un complément, les autorités s’engagent à lui procurer 14 quintaux à prendre dans les magasins du district. Loiseau fils, lui aussi étapier, fournit les vivres, excepté le pain, à raison d’un paiement de 40 livres par ration.
Le 22 mai 1794, le couple est devenu propriétaire de la ferme du Grand Vimetz (commune de Thimert). En l’absence de son mari retenu à Paris, la dite «famme Loisote» - c’est ainsi qu’elle signe - s’est portée acquéreur, au prix de 69 300 francs, de la ferme confisquée à l’émigrée Louise-Adelaïde de Meinières, veuve Guitaut, propriétaire du château de Tresneau.
En tant que Montagnard, Loiseau est soucieux d’égalité et plaide pour une loi agraire qui donnerait un arpent par chef de famille. Il presse les autorités, dans une lettre du 6 avril 1794, de mettre en vente le domaine de la Grande Noë afin d’attribuer une parcelle à chaque non-propriétaire. Plein de mansuétude pour les pauvres, du moment qu’ils soient patriotes, il apporte son soutien aux agents à la tête de l’administration du district qui sont de surcroît, membres du Comité de surveillance: Jean-Baptiste Fritot, ancien notaire royal devenu administrateur forestier, maire puis président du district, Jean Siou, meunier au moulin de Laleu (commune de Saint-Germain-de-Lézeau) propulsé administrateur du district et François Gauthier, charpentier domicilié à Chêne-Chenu, qui, parce qu’il ne craint pas les basses besognes, siège au Tribunal révolutionnaire de Paris.
Le 23 avril 1793, Loiseau relaie à ses collègues parisiens la demande du citoyen Fritot. Le maire de Châteauneuf insiste pour que le capucin, emprisonné pour avoir colporté des hosties et de saintes huiles, comparaisse au tribunal révolutionnaire de Paris et non au tribunal criminel de Chartres où il serait acquitté. «Les jurés en général n’y sont pas patriotes.» Les repas bien arrosés sont l’occasion pour les esprits de s’échauffer: à un dîner à l’auberge de la Pomme de Pin, tout près de Notre-Dame, Loiseau affirme que sa commune est «pourrie d’aristocratie». En passant au crible les traîtres à la République qui mériteraient la guillotine, il va jusqu’à citer le nom du procureur-syndic, Marreau de la Boissière, homme intègre mais … noble!
Quand Pierre-Louis Bentabole est chargé entre janvier et mars 1794 de «regénérer», c’est-à-dire d’épurer l’administration municipale dans l’Orne et l’Eure-et-Loir, les membres du comité de surveillance de Puits-la-Montagne lancent un mandat d’arrêt contre René-Maximilien Léopold-Stabenrath, ancien avocat-conseil du duc de Penthièvre, député à l’Assemblée législative et agent-national (maire) de la Ferté-Vidame. D’abord annulé, l’ordre d’arrestation est mis à exécution en juin 1794 quand est envoyée à la guillotine une pleine charrette d’honnêtes gens de la Ferté-Vidame et de Châteauneuf dont le seul défaut est d’être des bien-nés ou de les servir.
A la requête de la société populaire de Puits-la-Montagne, Loiseau demande la libération du père Lefèbvre, détenu à la Grande Noë, car il fait «partie des citoyens qui gagnent leur vie du produit de leur travail».  Mal lui en prend. Il reçoit du comité de surveillance cette réponse cinglante: «Nous ne pouvons te pindre [sic] combien nous avons été peiné[sic]de nous voir ainsi compromis, surtout dans ce moment-ci, ou [sic]l’aristocratie n’a besoin que d’un faux prétexte pour sagitté [sic]… nous imaginons … que tu ne connaissais pas les motifs daréstation [sic] du Père Lefèbvre…» Le 26 septembre 1794, Loiseau s’excuse de ne pas s’être adressé directement à eux. En plus de les renouveler dans leur fonction, il fait son mea culpa : «Je suis sensible à vos reproches, je les mérite, je ferai mon possible pour réparer ce tort.»

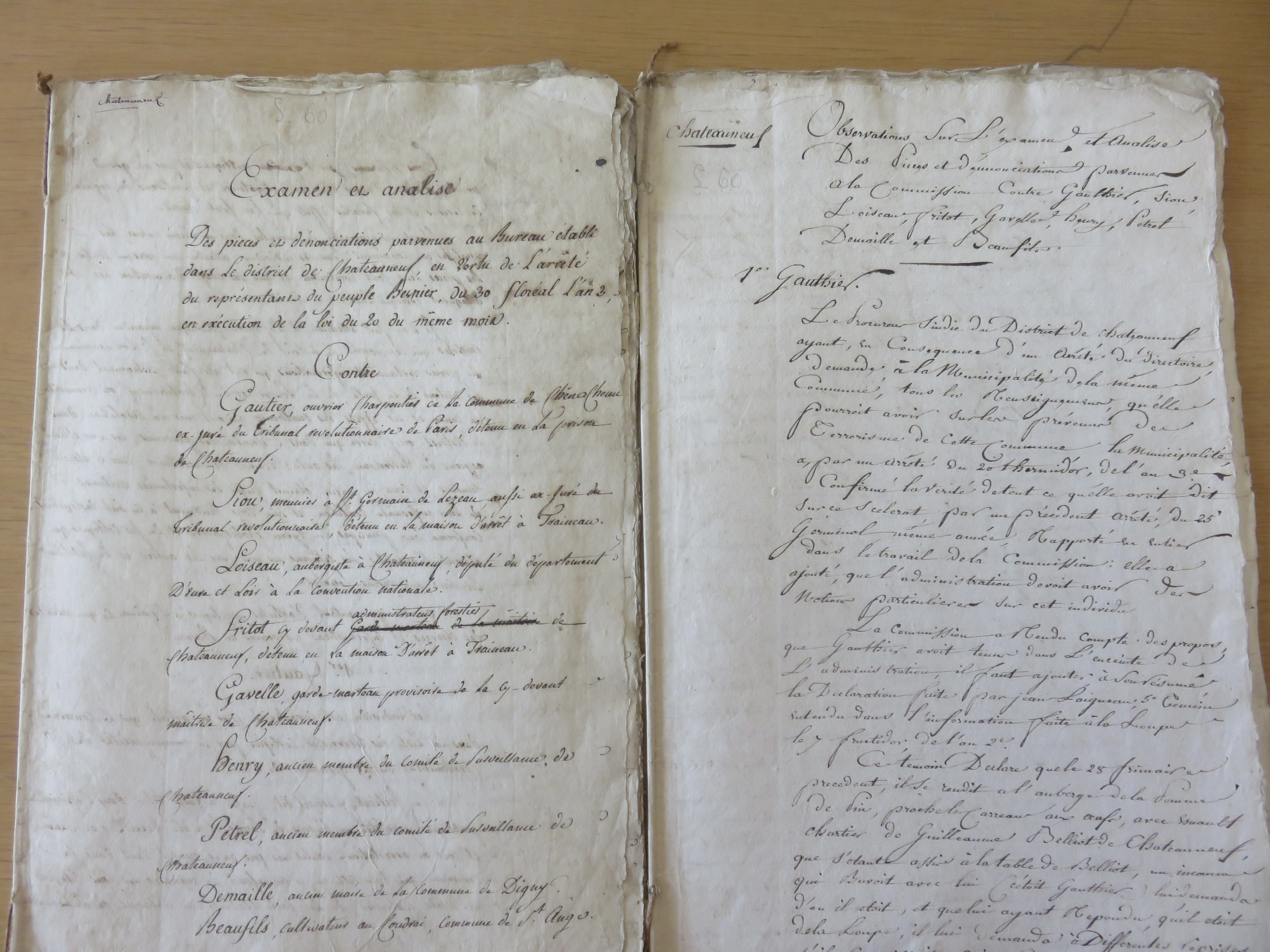
Liste des accusés responsables de la Terreur à Châteauneuf (AD 28, L 1103)

Une fois Robespierre guillotiné, la Terreur prend fin et Bernier, le représentant du peuple, délégué dans les départements d’Eure et d’Eure-et-Loir, demande qu’un bureau de cinq citoyens soit nommé par le Directoire de Châteauneuf afin de recueillir les plaintes, réclamations et dénonciations, de nature à constater les abus de pouvoir avant le 9 thermidor. Au début de l’année 1795, la société populaire de Châteauneuf fait comparaître les trois principaux responsables de l’épuration emprisonnés en la maison d’arrêt (ci-devant château de Tresneau). Les langues se délient et imputent la faute au député Loiseau - une façon pour certains de se dédouaner- C’est alors qu’est brossé le portrait à charge du représentant du peuple, repris dans les mémoires de la société archéologique d’Eure-et-Loir. Loiseau laisse à la postérité le souvenir d’un sans-culotte sanguinaire: même si le trait est forcé, il est évident que les effets de la Terreur lui sont dus. Bien qu’absent de Puits-la-Montagne et très souvent en mission, il a galvanisé les sans-culottes locaux qui le consultaient et qu’il abreuvait de ses courriers et des écrits de ses maîtres à penser, Hébert, Saint-Just et Robespierre. Homme sans instruction, il s’est gorgé de leurs écrits et a fait siennes leurs convictions. Dans une lettre adressée aux membres de la Société populaire en octobre 1793, il conclut avec emphase:«Faisons-la aimer, cette révolution, fraternisons cordialement entre nous, mais aussi écrasons ces serpents que nous avons réchauffés dans notre sein jusqu’à ce jour; ils nous ont trop fait voir qu’il ne fallait jamais se fier à eux … De l’énergie, mes citoyens; qu’aucune considération vous arrête; c’est leur rendre service que d’être sévères, ne voyons que la République, notre chère patrie dans toutes nos actions et ça ira puisque ça va déjà. Salut et fraternité aux vrais sans culotes[sic], amis de l’égalité.»
En 1795, les responsables de l’épuration s’en tirent à bon compte. Le seul à quitter Châteauneuf est Fritot dont les agissements sont d’autant plus impardonnables qu’il appartenait au cercle des notables avant la Révolution.

## Un républicain

### Une bonne dose de chance et d'habileté
Loiseau n'a jamais été inquiété. Il n’avait aucune raison de faire partie des premiers députés d’Eure-et-Loir à tomber sous la guillotine comme Brissot le 31 octobre 1793 ou Pétion de Villeneuve qui préfère se donner la mort le 24 juin 1794: il n’était pas Girondin. A la rigueur aurait-il pu être confondu avec les Dantonistes et subir le sort de son collègue Jean-François Delacroix, guillotiné le 5 avril 1794.
C’est sans compter sur ses convictions et son expérience: informé de la condamnation de son collègue, il quitte Orléans pour Paris car il sait que tout fonctionnaire qui ne rejoint pas son poste devient suspect sur le champ. Le 5 juillet 1794, il obtient de la Convention un congé de trois décades pour se rendre à Puits-la-Montagne où «des affaires familiales rendent sa présence indispensable». Finalement, il y renonce pour assister à la panthéonisation de deux jeunes héros qui ont fait sacrifice de leur vie, Bara et Viala. La fête n’aura pas lieu, les journées du 9 et 10 Thermidor (27 et 28 juillet 1794) scellant le sort de Robespierre. Encore une fois, Loiseau reste à son poste, s’assure qu’on ne veut pas l’arrêter et le 9 octobre 1794, s’adresse à Cambacérès, président de la Convention. Après lui avoir expliqué les raisons pour lesquelles il n’a pu profiter de son congé et avoir usé des flatteries d’usage, il sollicite un second congé: «Au moment où croyant le calme rétabli, je me disposais à partir, la Convention a rappelé ses membres absens [sic] par [sic] congé : ta présidence nous présage [sic] le calme, j’en profite pour obtenir un congé d’une décade, veuille être mon interprète auprès de la Convention. Salut et Fraternité.»
Reste la question: comment se fait-il qu’il n’ait pas été inquiété, comme le fut Pierre-Jacques-Michel Chasles, maire montagnard de Nogent-le Rotrou (Nogent le Républicain), condamné le 21 mai 1795 avant d’être amnistié? Sans doute parce qu’il s’est tenu éloigné de l’insurrection du 1er Prairial an III (mai 1795). De toute façon, la Convention «régénérée», consciente de la nécessité de l’unité contre le péril royaliste et chouan, a rapidement relâché les Jacobins et la vie a repris son cours.
Gilbert Liendon, substitut de Fouquier-Tinville, qui a condamné à mort les prisonniers de Châteauneuf et de la Ferté, a été imposé au poste de président du tribunal criminel de Chartres par Claude-Julien Maras, ex-député suppléant de Brissot, devenu commissaire exécutif (sorte de préfet avant l’heure). Parce qu’il a besoin d’un président aguerri, à la hauteur du procès des Chauffeurs d’Orgères, il présente Liendon comme propriétaire dans le canton de la Ferté-Vidame en taisant son rôle durant la Terreur. Son mandat expiré, Jean-François Loiseau continue d’incarner la loi et la République, sous le premier Directoire de 1795 à 1797, au poste de commissaire municipal de Châteauneuf et d’inspecteur des contributions.

### Loiseau, commissaire exécutif à Châteauneuf

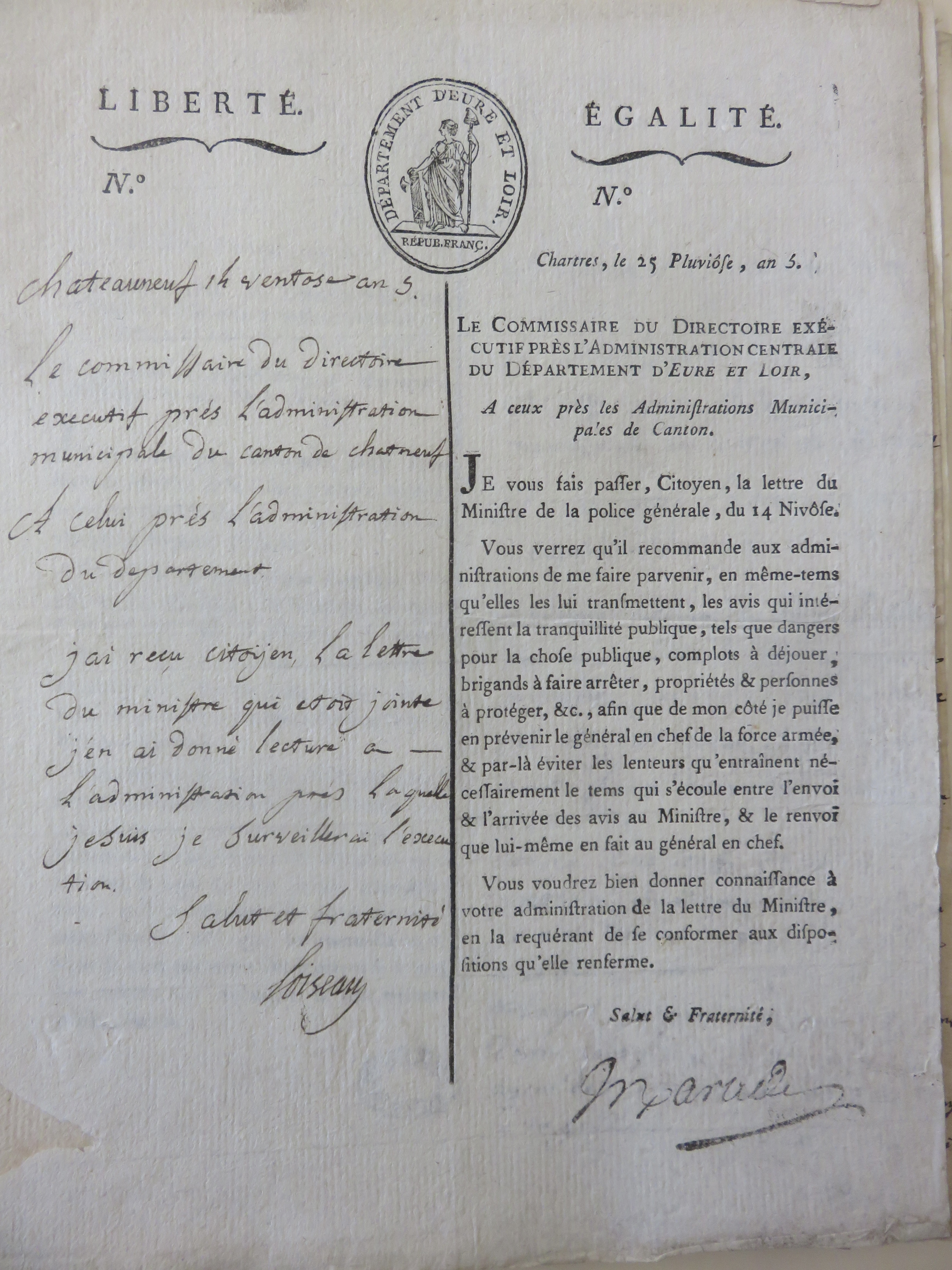
Échange de courrier entre le commissaire du département et celui du canton en l'an V (AD 28, L 1250).

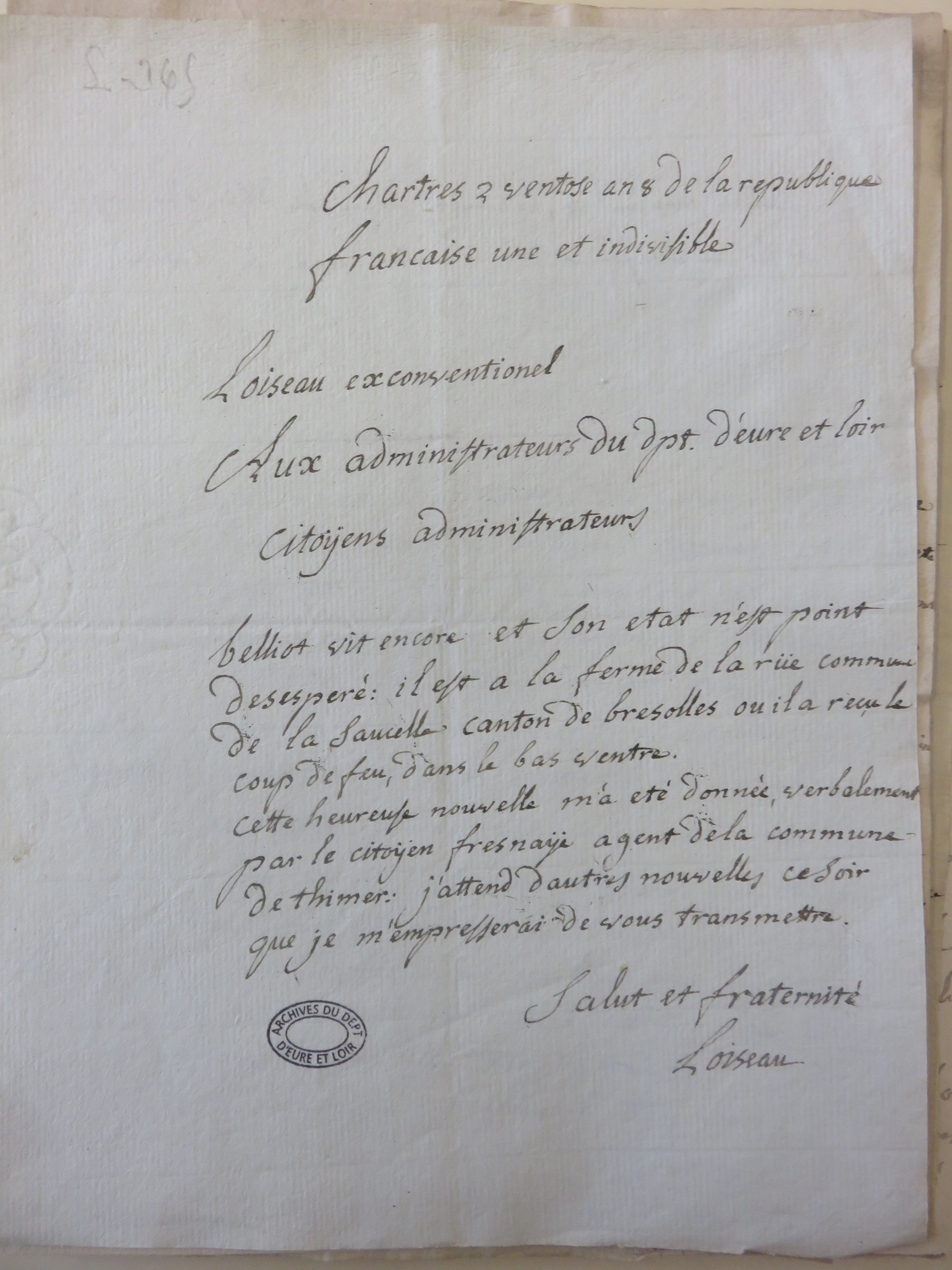
Rapport de Loiseau sur la blessure de son beau-frère en l'an VIII.

Quand, à l’automne 1795, le régime constitutionnel succède au gouvernement révolutionnaire, il crée un corps de commissaires départementaux et municipaux aux missions d’ordre et d’esprit public. Ils doivent veiller à l’exécution des lois, la levée des contributions, la répression de la désertion et du brigandage, la surveillance des émigrés, la célébration des fêtes nationales et l’instruction publique. Le commissaire doit être un homme de terrain, inséré dans le milieu local. C’est le cas de Loiseau.
Il est en liaison permanente avec son supérieur, Maras, commissaire du Directoire exécutif du département, en poste à Chartres.
Sa première tâche en février 1796: son combat contre les bandes armées qui sillonnent le canton et qui ne sont pas pour lui de simples brigands mais des Chouans dont l’État-major est à Longny dans l’Orne. Dupont, meunier à Blévy, en a été la victime. Comme il n’a nulle confiance en Pauvert, vieil officier de gendarmerie de Châteauneuf peu républicain, il demande l’aide de la force armée et la constitution d’une garde nationale pour faire des battues. Deux des responsables sont arrêtés le 14 février par le commandant Bignon de la garde nationale de Blévy: Louvard et Devigné. Le 9 mars, il les fait transférer à Chartres avec la demande expresse que soit constitué un tribunal militaire, sans quoi «leurs complices leur procureront les moyens de s’évader et ils nous égorgeront, Louvard est un de ceux qui, à l’affaire de Nonancourt, tint deux dragons en échec et emmena, dit-on, leurs chevaux.» Dans un post-scriptum à Maras, il ajoute: «J’ai appris que vous aviez un accusateur public républicain, le citoyen Loyseau, je vous invite de le voir, qu’il se rende compte de la procédure et qu’il se joigne à vous pour la formation d’un conseil militaire. Je vous observe que le commissaire du Directoire exécutif près du Tribunal de police correctionnelle, dénommé Millard, ne passe pas pour être républicain.»
Il doit aussi veiller à ce que la vente des Biens nationaux se poursuive: le 8 novembre 1796, il accompagne les experts désignés à l’estimation du château de Tresneau, bien dégradé pour avoir servi d’entrepôt à blé, de prison et de caserne.
À propos de la déchristianisation, il écrit: «Dans ce canton, il faut aller à la messe, sous peine d’être mal regardés, les fêtes et dimanches prescrits par le calendrier romain se chôment scrupuleusement tandis que la décade n’y est pas connue, il n’est pas possible d’y faire observer les fêtes républicaines».Il signale les nombreux signes extérieurs du culte catholique romain à enlever: croix sur les clochers de Digny et d’Ardelles, autre croix en bois sur la route de Paris entre Digny et Ardelles et à Saint-Sauveur. Il est d’avis que les inobservances de la loi «enhardissent les malveillants qui font entendre au peuple des campagnes que le retour de leurs non-jureurs n’est pas éloigné.»
Néanmoins, il n’a pas voix délibérative et il assiste impuissant au retour en force dans les assemblées primaires de présidents qui sont des représentants de la bourgeoisie modérée de 1789, restée attachée à la monarchie: Mathon, agent forestier, Tastemain, receveur des droits d’enregistrement à Senonches, Latache, propriétaire du château de Marville-les-Bois. Or les assemblées primaires jouent un rôle décisif: elles sont chargées de désigner les électeurs qui nommeront à leur tour les députés. Le 29 mars 97, le choix des trois assemblées primaires du canton se porte sur «neuf électeurs qui ne se sont jamais montrés amis de la Révolution, aucun acquéreur de domaines nationaux, tous amis des privilèges, prêtres et ci-devant nobles.» Pour lui, les élections ont été préparées par les libelles d’un émigré revenu grâce à la loi d’amnistie et truquées par le vote de prêtres qui ne payent pas d’imposition et de journaliers amenés à dessein. Pour lui, le prétendu Louis XVIII est derrière toute cette cabale. Il note avec amertume que «tout est tranquille» et que «les républicains en minorité ont laissé consommer l’œuvre d’iniquité». il s’indigne qu’on laisse des hommes, ennemis de la constitution, aux plus hautes fonctions, alors que les acquéreurs de Biens nationaux en sont écartés.
Aussi se félicite-t-il du coup d’État du 18 fructidor an V à Paris qui a réduit à néant les prétentions royalistes d’atteindre la majorité aux Conseils des Cinq-Cents et des Anciens. Sous sa houlette, la commune de Châteauneuf en félicite le Directoire le 4 septembre 1797. Pour l’ancien Montagnard, c’est «un beau jour, un jour heureux». Il écrit:
«Enfin la liberté triomphe, l’humanité respire et le Royalisme expirant donne à peine quelques signes de vie dont une mort prompte et inévitable va le priver à jamais… Sans vous, c’en était fait de notre liberté…. Continuez à déployer toutes les mesures que vous jugez convenables et nécessaires pour achever d’anéantir ces deux monstres hideux, le Royalisme et l’anarchie dont il vous faut abattre toutes les têtes à la fois.»
Pour parer au danger que représente la classe dirigeante hostile au régime, l’administration centrale d’Eure-et-Loir est renouvelée. Plusieurs noms de républicains sont proposés, dont celui de Loiseau, «anarchiste ami de la constitution de 1793», opposé à la constitution censitaire de l’an III. Mais sa stricte application des lois terroristes sous la Terreur lui vaut d’être écarté.
Loiseau, peu favorable au coup d’état du 18 brumaire an VIII (9 novembre 1799) qui porte Bonaparte au pouvoir, se retire de la vie publique et s’installe à Chartres. Le 21 février 1800, il informe les administrateurs de cette ville du déroulement de combats de Chouans dans les campagnes dont vient d’être victime son beau-frère Guillaume Belliot, atteint d’un coup de fusil.

### Loiseau, propriétaire terrien
Le simple laboureur qu’il était avant la Révolution est devenu, grâce à l’achat de Biens nationaux, un propriétaire qui vit de ses fermages.
En plus de la ferme nationale de Vimetz et de ses 21 ha de terres labourables, il possède depuis août 1796 les fermes nationales du Thimerais sur la commune de Blévy et des Longuets sur la commune de Fontaine-Simon ainsi que le moulin à eau de Guéhouville (Belhomert), sans parler de trois hectares de terres à Pigalle sur la commune d’Ardelles acquis en mars 1798. À partir de 1800, il achète des terres supplémentaires auprès de particuliers ou de parents:  plus de sept hectares sur le champtier de la Commanderie, acquis de Nicolas Loiseau, boulanger à Paris, des parcelles à Vionney acquises de sa belle-famille, vingt-quatre ares de terres de labour plantées d’arbres fruitiers dans l’allée de Tresneau. Il dispose en tout d’une quarantaine d’hectares.
En 1802, il met à profit le partage des biens de sa belle-famille pour se porter adjudicataire de la maison sise à Châteauneuf, partie basse, moyennant 1000 francs. Elle est de belle taille et dispose de deux issues fermées par deux grandes portes, l’une sur la place du marché aux porcs (actuelle place Saint Clair), l’autre sur la rue de Saint-Thomas (actuelle rue de Nogent-le-Roi). Elle se compose d’un rez-de-chaussée bâti sur deux caves et comprenant trois pièces à feu et une cuisine, et à l’étage de deux chambres à feu avec trois cabinets, le tout surmonté d’un grenier. Dans la cour, une écurie, une grange et une citerne. Le couple Loiseau s’y installe et agrandit intelligemment la propriété en acquérant une maison incluse dans l’auberge le Plat d’étain que louent déjà sa fille et son gendre Jacques-François Boucher. Jean Duval, ancien marchand épicier et directeur de la poste aux lettres à Châteauneuf, en est le vendeur.  Acquise pour le montant de 450 francs, elle se situe rue Saint-Thomas et se compose d’une petite pièce avec four et d’une boutique, le tout surmonté d’un grenier. La cour se prolonge par un grand jardin reliant les deux maisons. Les parents Loiseau disposent d’un autre jardin avec serre, situé faubourg de Ravelin. Il touche aux fossés de la ville et à la rue Drouaise. Clos de murs en bauge, il est planté d’arbres en espalier.  

Loiseau, propriétaire terrien
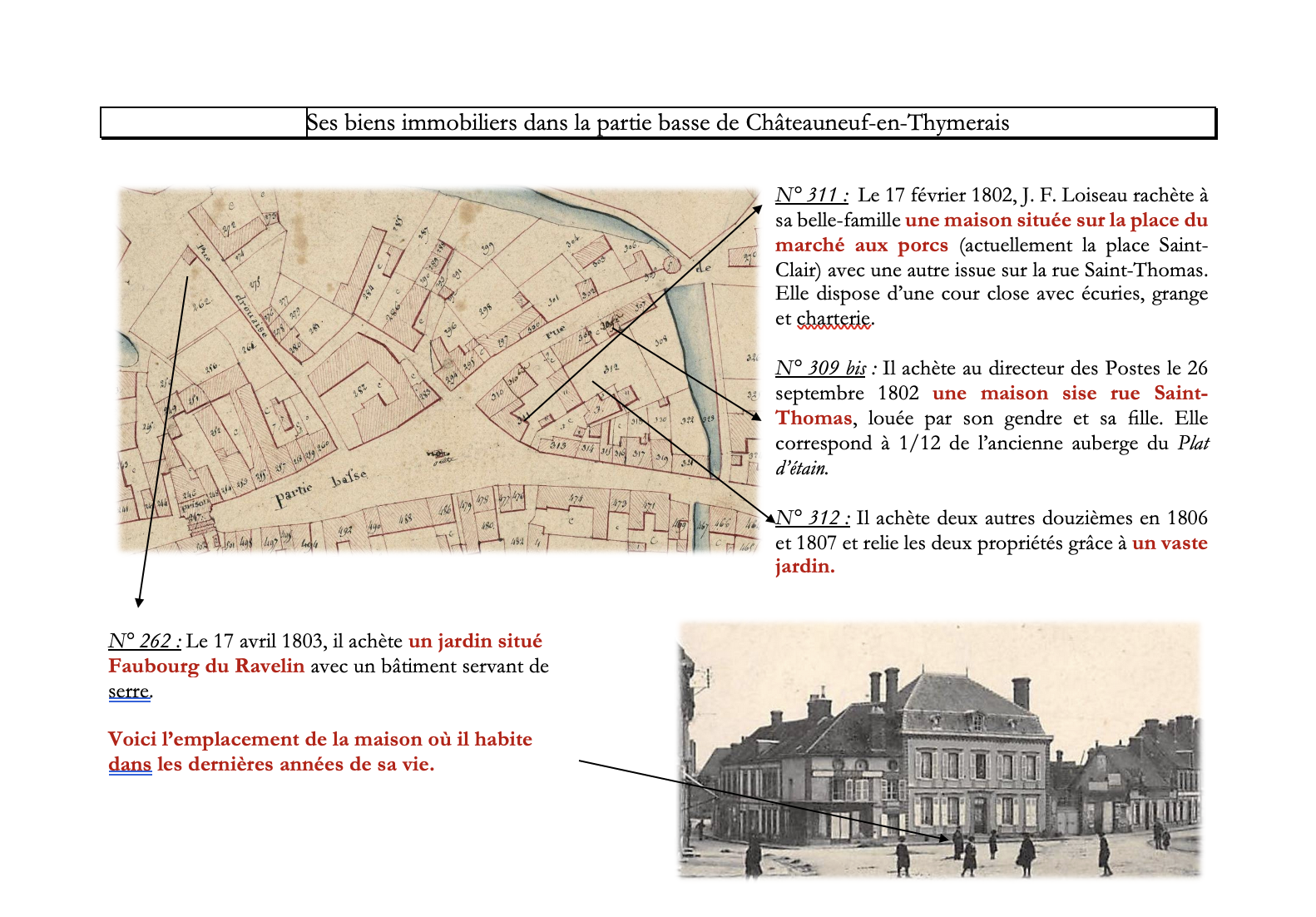
Ses biens immobiliers sur le cadastre napoléonien.
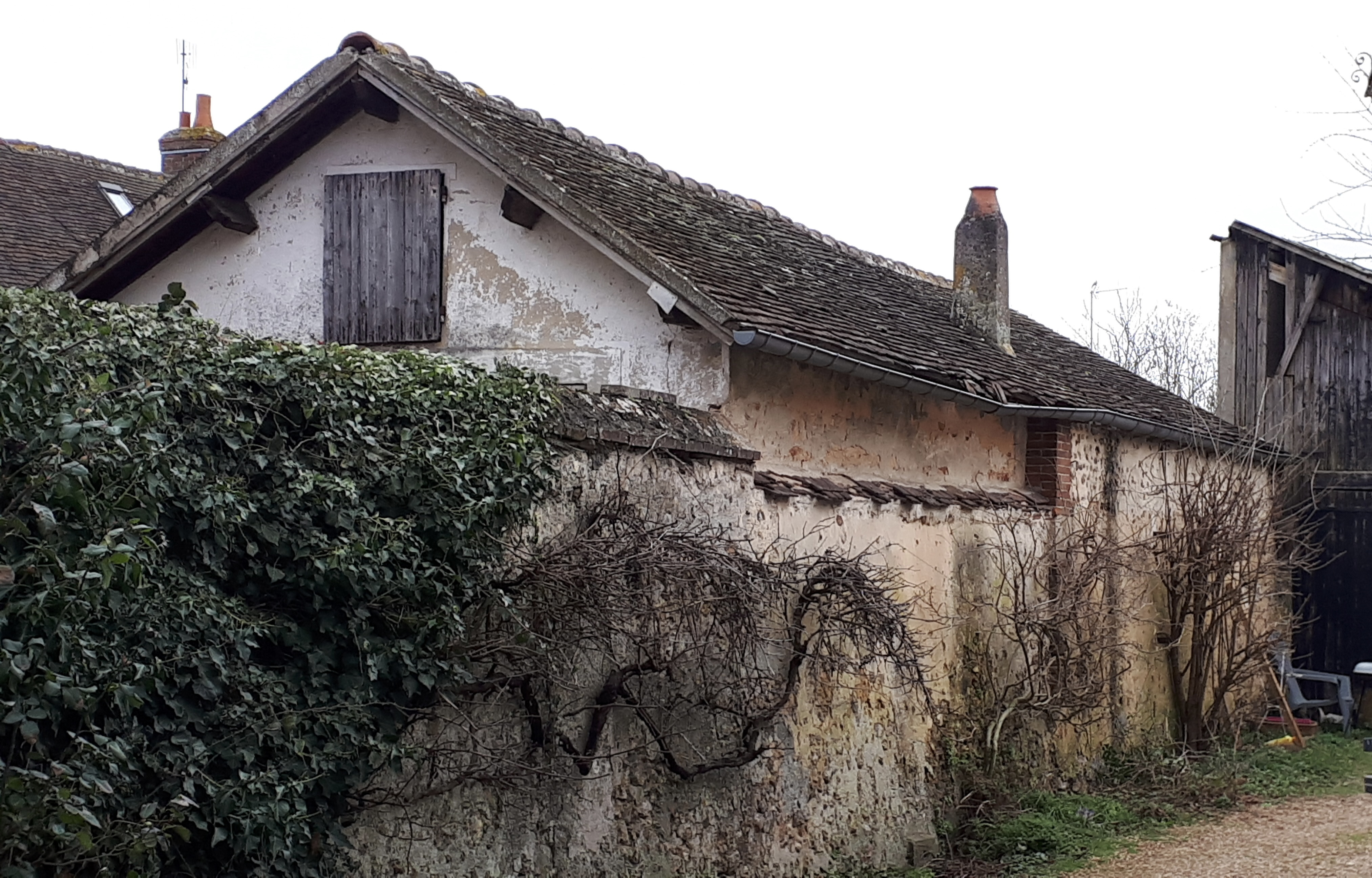
Dépendance de la propriété en limite de propriété sur la place Saint Clair.
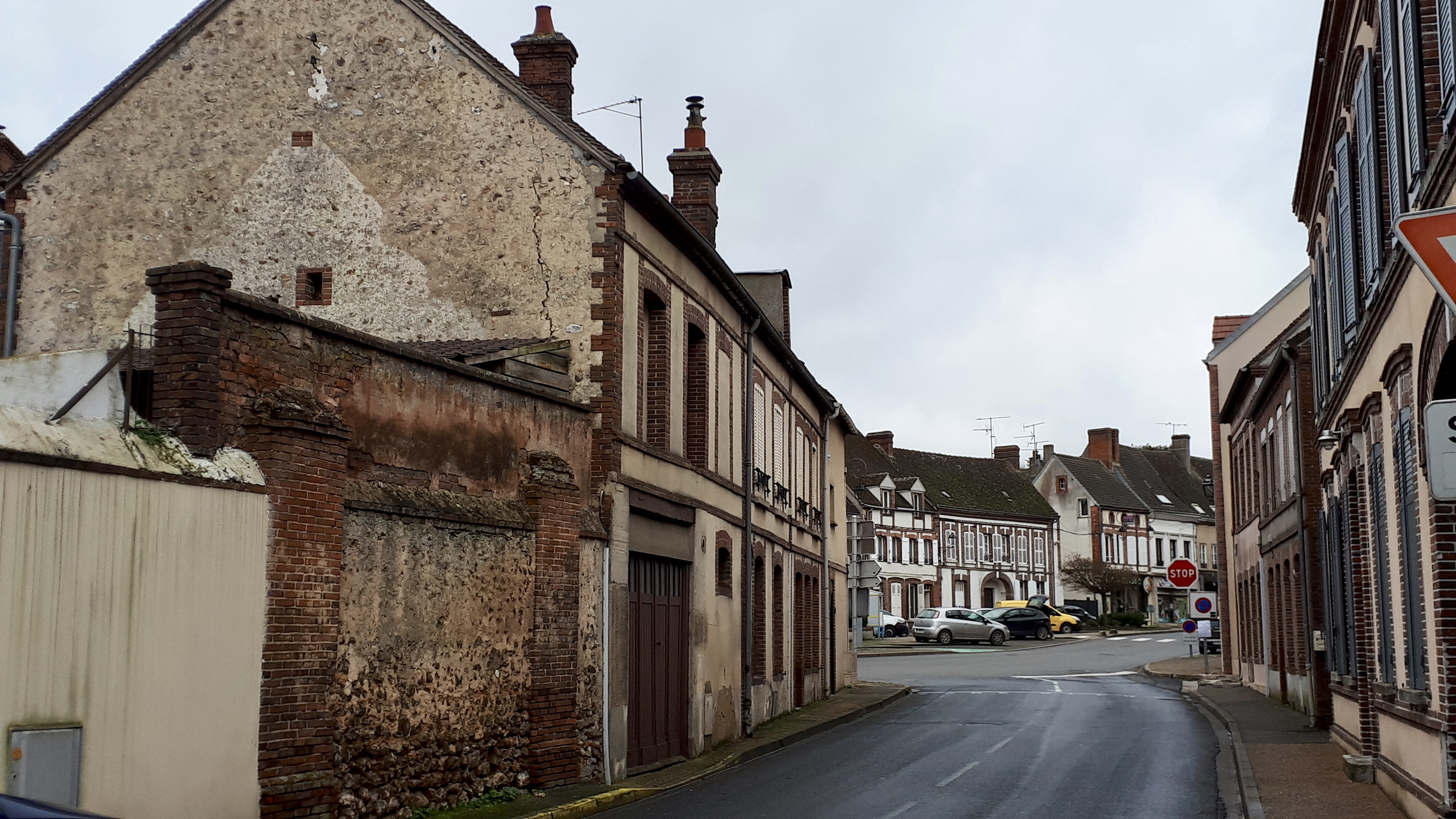
Restes de piliers des anciennes portes donnant sur la rue de Nogent-le-Roi

Tout ce patrimoine foncier et immobilier tranche avec les modestes 400 francs reçus en héritage de son père.
Quand il s’éteint le 5 septembre 1809, il n’a que 59 ans. En 1808, son fils aîné Pierre-François lui a donné un petit-fils, François Désiré Prosper Napoléon. Louis, son plus jeune fils, né en 1787, est caserné au fort de la Double Couronne à Metz où il sert l’Empereur comme fusilier à la 3e compagnie du 5e bataillon du 100e régiment d’infanterie de ligne. Il n’a plus qu’un an à vivre. Mme Loiseau mère décède en 1813. Des 16 enfants qu’elle a eus subsistent 6 héritiers.

## Sources
- « Jean-François Loiseau », dans Adolphe Robert et Gaston Cougny, Dictionnaire des parlementaires français, Edgar Bourloton, 1889-1891 [détail de l’édition]
- Fichier alphabétique des représentants en mission (mars 1793-octobre 1795), https://grhis.univ-rouen.fr/grhis/wp-content/uploads/2015/06/FICH_ALPHA_REM.pdf
- Archives parlementaires de la Révolution française, https://www.persee.fr/authority/846907
- La Terreur dans le Thymerais: le Conventionnel Loiseau, ses partisans, sa correspondance, dans:  https://gallica.bnf.fr/ark:/12148/cb344279215/date Mémoires de la société archéologique d'Eure-et-Loir (bulletin, tome XVII, 1949)
- Châteauneuf-en-Thymerais, dans Cahiers Percherons, bulletin n° 54, Chronique du Perche, Monique Dondin, Marie-Christine Dordet, Alain Juillet, Association des amis du Perche, 1977
- « Jean-François Loiseau », dans Louis-Gabriel Michaud, Biographie universelle ancienne et moderne : histoire par ordre alphabétique de la vie publique et privée de tous les hommes avec la collaboration de plus de 300 savants et littérateurs français ou étrangers, 2e édition, 1843-1865 [détail de l’édition]